# Q1 Tower
La Q1 Tower (conosciuta anche come Queensland Number One) è un grattacielo situato a Surfers Paradise, sulla Gold Coast australiana. Al 2010 era la più alta torre residenziale del mondo, l'edificio più alto d'Australia e il secondo dell'emisfero australe, dopo la Sky Tower di Auckland. 

## Caratteristiche
Con i suoi 322,50 metri d'altezza (contando l'antenna) e 275 metri dell'ultimo piano calpestabile, la Q1 Tower è l'edificio residenziale più alto dell'Oceania e il grattacielo più alto di Gold Cost.
Se si usa come termine di confronto il più alto punto strutturale è l'edificio più alto d'Oceania, se invece si considera il più alto piano calpestabile è superata dalla Eureka Tower di Melbourne. È generalmente il primo il criterio maggiormente utilizzato e di conseguenza la Q1 Tower è di solito considerata al primo posto.
Al momento del completamento ha scalzato dal primo posto, della classifica dei grattacieli residenziali più alti del mondo, la 21st Century Tower di Dubai, ed è stato a sua volta superato nel marzo 2011 dal The Marina Torch di Dubai.

## Galleria d'immagini

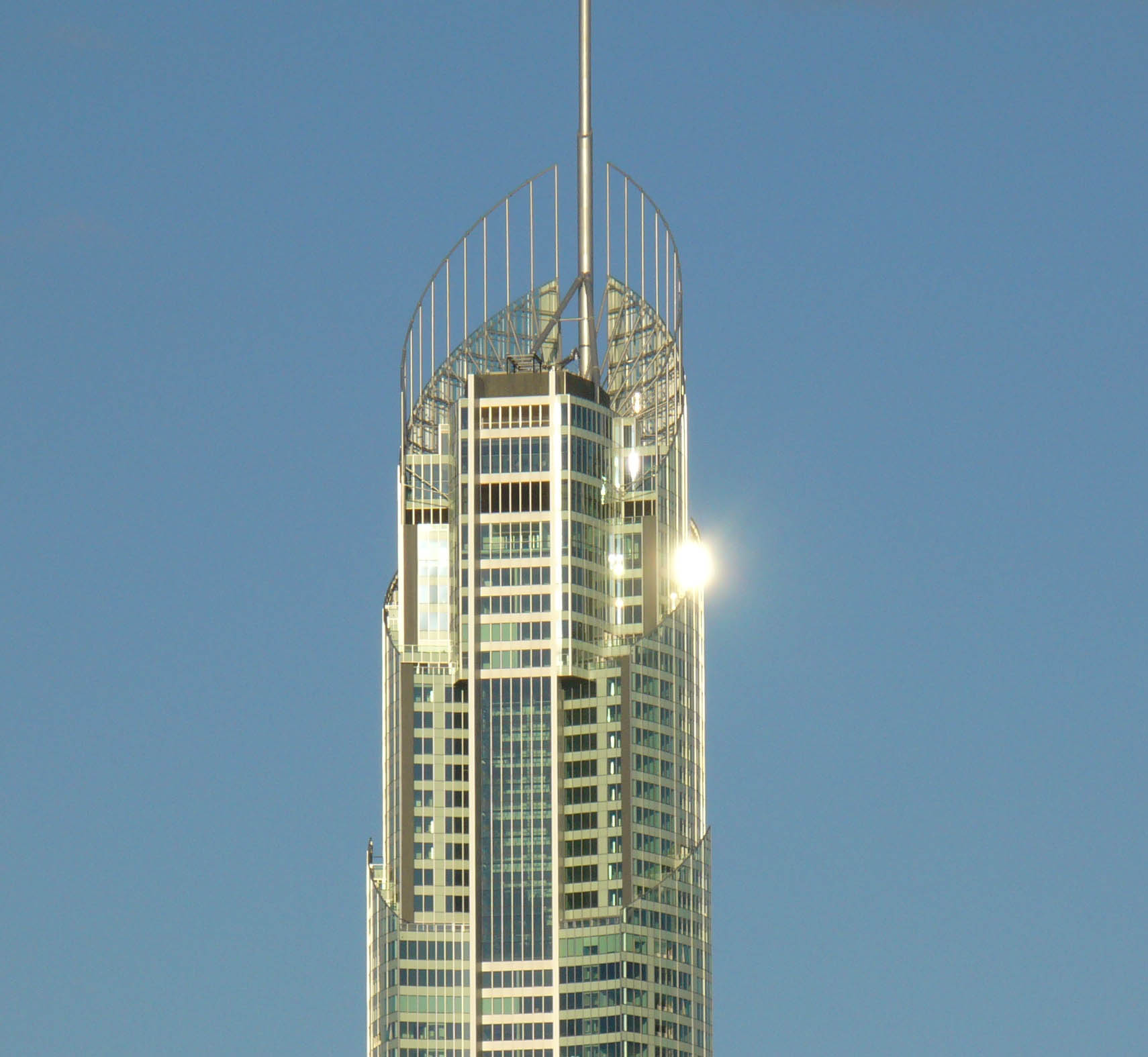
La sommità della torre
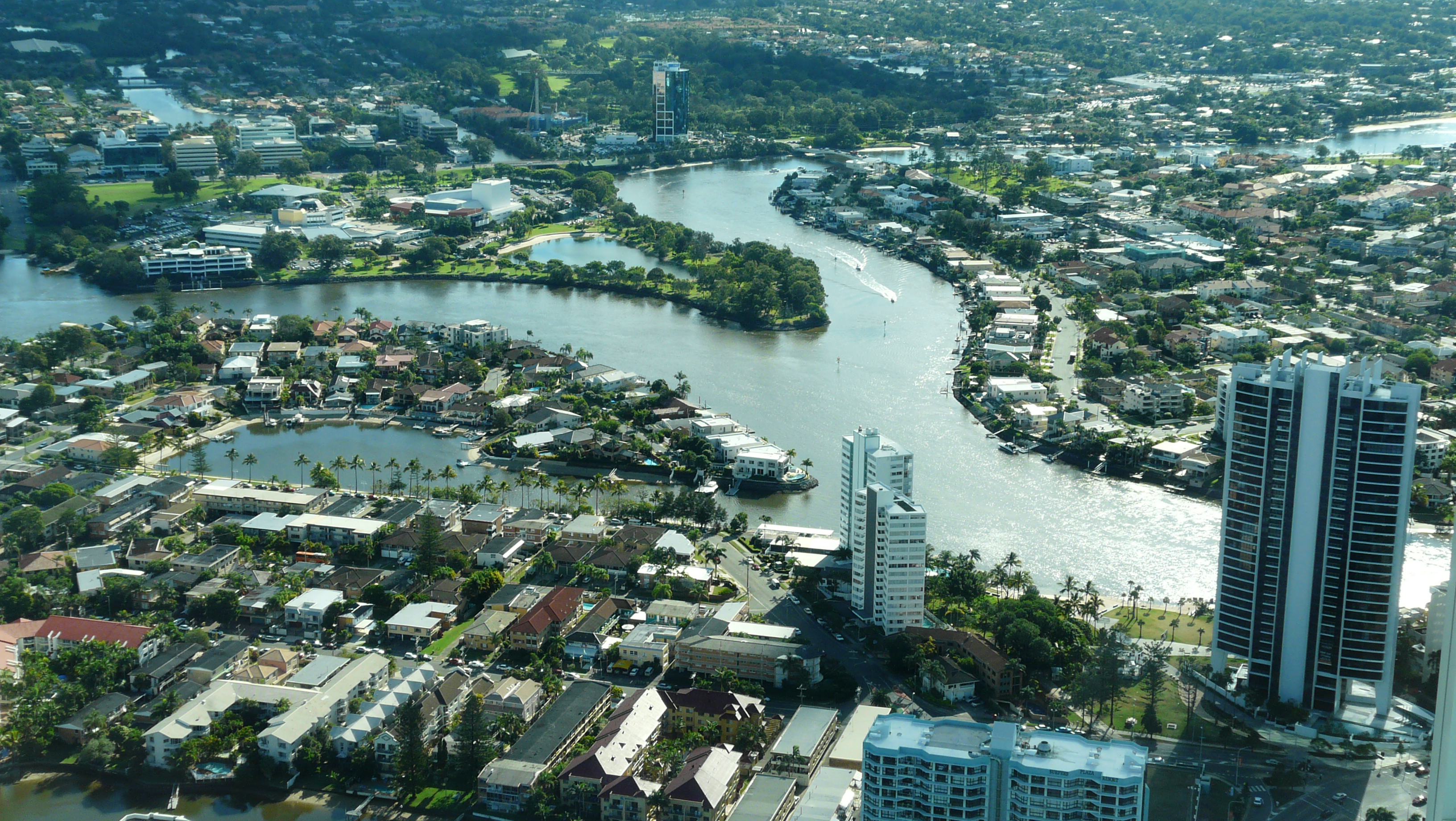
Vista dalla torre verso ovest
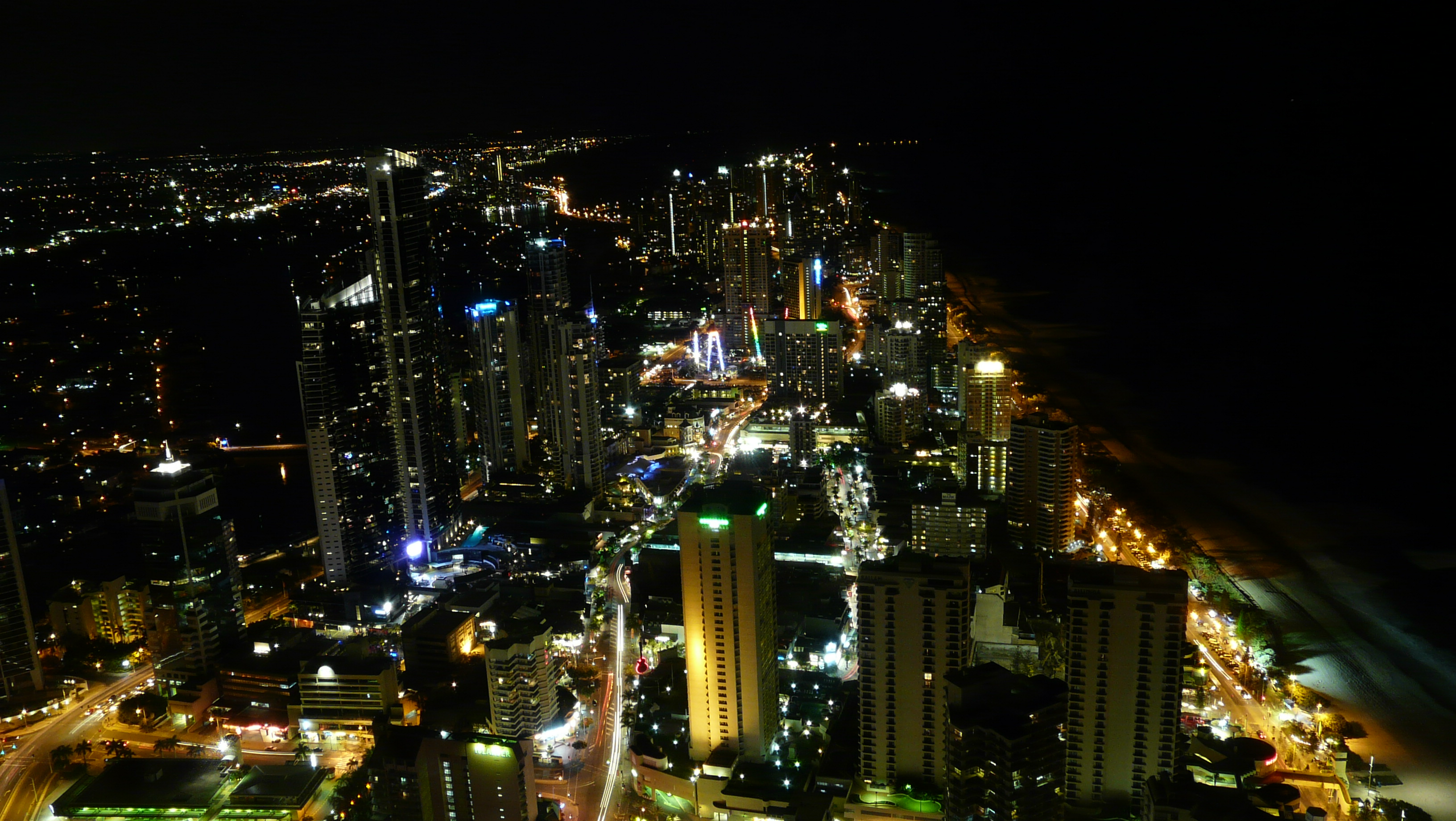
Vista notturna verso nord